# Bitwa nad rzeką Sabis
Bitwa pod Sabis – bitwa rozegrana w 57 p.n.e. nad rzeką Sabis między armią rzymską dowodzoną przez prokonsula Gajusza Juliusza Cezara a armią zjednoczonych plemion belgijskich pod wodzą Boduognatusa („syn zwycięstwa” lub „syn wrony”), naczelnika z plemienia Nerwiów.

## Kontekst historyczny bitwy
Po pomyślnym dla Rzymian rozstrzygnięciu sprawy belgijskiego plemienia Bellowaków, Cezar rozkazał wymaszerować legionom w kierunku kraju Nerwiów. Po trzech dniach marszu przez ich terytoria, dowiedział się od schwytanych jeńców, że nie dalej niż 10 000 kroków (ok. 15 kilometrów) od jego obozu płynie rzeka Sabis (obecnie Sambra), za którą zajęli stanowiska wszyscy zdolni do boju Nerwiowie. Kobiety, dzieci oraz tych, których ze względu na wiek uznano za niezdolnych do walki zebrali w niedostępnej okolicy, gdzie z powodu bagien Rzymianie nie mieliby do nich dostępu. Prócz nich według zeznań jeńców byli też Atrebatowie i Wiromanduowie, ich sąsiedzi. Armia zjednoczonych plemion czekała jeszcze na przybycie wojowników z plemienia Atuatuków.
Po otrzymaniu i analizie tych wiadomości Cezar wysłał przodem swoich zwiadowców i centurionów, aby wyszukali odpowiednie miejsce pod założenie obozu. Cezar prawdopodobnie chciał poczekać na przybycie posiłków od plemienia Trewerów, którzy musieli dostarczyć wyznaczony kontyngent jazdy. Podczas marszu legionom towarzyszyło wielu Belgów, którzy chcieli wykazać swą lojalność wobec Cezara. Niektórzy z nich prowadzili podwójną grę, potajemnie informując Nerwiów i ich sojuszników o ruchach wojsk rzymskich. Najważniejszą informacją okazała się ta, dotycząca systemu marszowego legionów. Zgodnie z obowiązującym regulaminem pomiędzy poszczególnymi legionami posuwały się liczne tabory. Z zeznań wziętych po bitwie jeńców Cezar dowiedział się o planach Belgów, który zakładał, że gdy jeden legion zostanie rozbity, obóz zdobyty, a tabory splądrowane, reszta legionów nie odważy się stawić oporu. Propozycji tych zbiegów belgijskich z armii Cezara, którzy przynieśli wiadomości do obozu Nerwiów, sprzyjała ta okoliczność, że sprzymierzeni Belgowie nie posiadali silnej jazdy, lecz całą siłę pokładali w swej piechocie zdolnej do szturmu rzymskich umocnień, z którymi zdążyli się już zapoznać podczas wcześniej stoczonej bitwy nad rzeką Aisne. Aby dodatkowo utrudnić poruszanie się jeździe Cezara, podcinano młode drzewa, przyginali je do ziemi, a pomiędzy rozciągniętymi na całą szerokość gęstymi gałęziami wtykali krzewy jeżyn i tarniny co sprawiało, że takie zabezpieczenie było nie do przejścia i skuteczne do ukrycia.
Wysłani naprzód zwiadowcy oraz centurioni wybrali odpowiednie miejsce pod założenie obozu. Stanowiło je wzgórze (prawdopodobnie wzgórze położone przy Neuf-Mesnil, prawie 6 km od Maubeuge), które opadało równomiernym od szczytu skłonem ku rzece Sabis (głębokiej w tym miejscu na ok. 3 stopy). Na wprost tego wzgórza, po przeciwnym brzegu rzeki wznosiło się również wzgórze (przypuszczalnie dziś. wzgórze Hautmont wraz z lasami koło obecnego Quesnoy), podobnie spadziste, u podstawy swej odsłonięte na około 200 kroków (ok. 300 metrów) od brzegu, w górnych partiach mocno zalesione i bardzo ograniczające widoczność. Wśród tych drzew ukryli się Nerwiowie i ich sojusznicy. Jedynie na tej otwartej przestrzeni wzdłuż brzegu rzeki można było dojrzeć kilka ich konnych posterunków.
Zgodnie z dotychczasową praktyką Cezar, wysławszy przodem konnicę, posuwał się za nią ze wszystkimi swoimi siłami, lecz układ i szyk marszowy był inny niż dotychczas stosowany, a o którym donieśli Belgom zbiegowie. W bliskości nieprzyjaciela, zgodnie ze swoim zwyczajem prokonsul prowadził sześć legionów w pogotowiu bojowym (legiony – VII, VIII, IX, X, XI, XII), a dopiero za nimi umieścił tabory całego wojska. Za taborami jako ich ubezpieczenie posuwały się dwa kolejne legiony (XIII i XIV) ostatnio zaciągnięte w Galii Bliższej i niemające większego doświadczenia w działaniach bojowych. Jeźdźcy rzymscy po przekroczeniu rzeki razem z procarzami i łucznikami wdali się w walkę z nieprzyjacielską jazdą. Belgowie raz po raz cofali się w zarośla okalające wzgórze, na którym zajęły pozycję ich główne siły. Ataki te ponawiane były co chwilę i miały na celu wciągnięcie większej liczby jeźdźców rzymskich w przygotowaną w zaroślach zasadzkę. Jazda rzymska trzymała się jednak karnie otwartej przestrzeni rozciągającej się między krzakami i drzewami a rzeką. Tymczasem sześć legionów, które nadeszły jako pierwsze, przystąpiło po dokonaniu pomiarów do obwarowywania obozu. Cezar popełnił poważny błąd nie dokonawszy dokładnego rozpoznania sił przeciwnika zgromadzonego po drugiej stronie rzeki pomimo świadomości, że przeciwnik jest blisko. Nie liczył się z tym, że przeciwnik może zaatakować w tak niesprzyjających warunkach terenowych.

## Przebieg bitwy

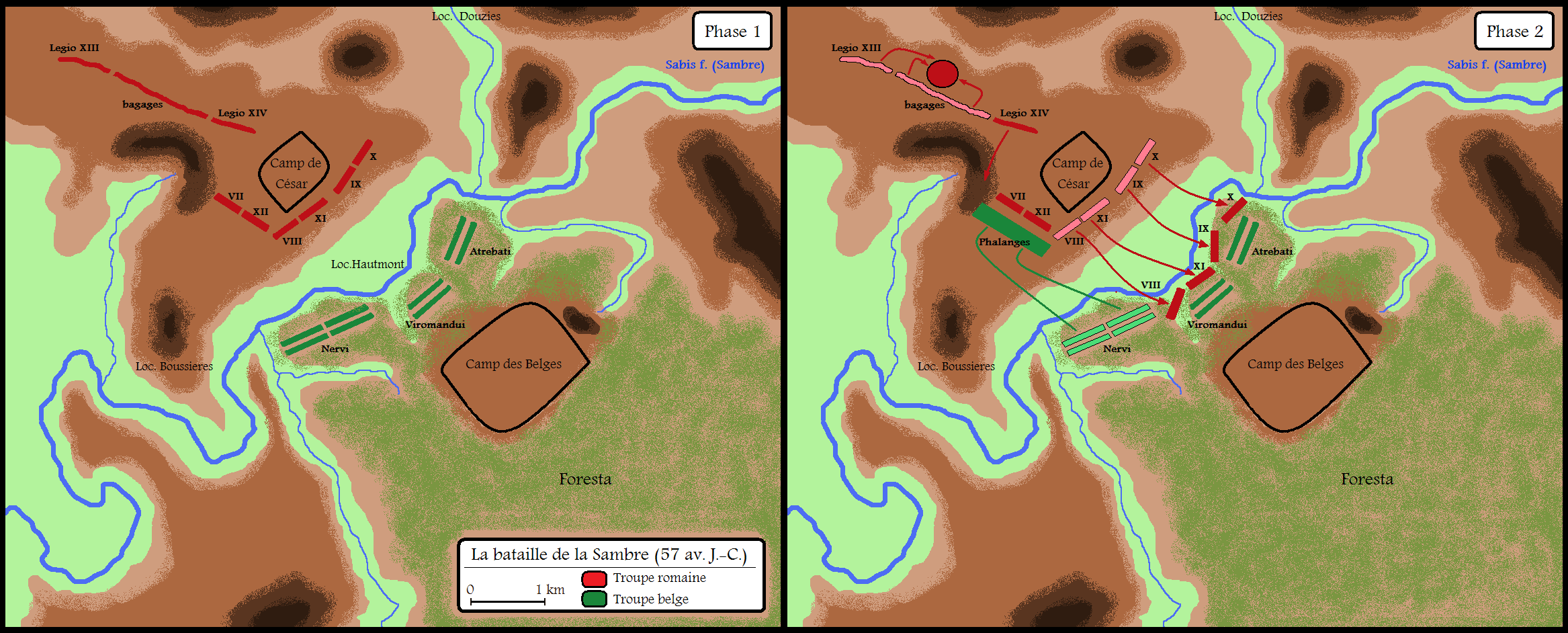
Przebieg bitwy nad rzeką Sabis

Gdy tylko początek taborów rzymskiej armii został dostrzeżony przez ukrytych w lesie wojowników, natychmiast wybiegli z lasu i natarli na jeźdźców rzymskich. Po ich rozbiciu i rozproszeniu z dużą szybkością zbiegli ze wzgórza ku rzece, którą również bardzo szybko przebyli i rozpoczęli bieg ku Rzymianom, budującym umocnienia i obwarowujących obóz. Na widok nacierających Belgów Cezar natychmiast kazał wystawić chorągiew będącą znakiem do pozycji gotowości bojowej, dać sygnał trąbą, odwołać żołnierzy od pracy przy umocnieniach, zawrócić tych, którzy zbyt daleko zapuścili się w poszukiwaniu materiałów do budowy umocnień wału, ustawić szyk bojowy, dodać żołnierzom otuchy oraz dać sygnał do ataku. W ogólnym zamieszaniu Cezar podążył do legionu X, który wraz z legionem IX zajmował pozycje na lewym skrzydle. Legioniści zasypali gradem pilum zmęczonych długim biegiem wojowników Atrebatów i zepchnęli ich z powrotem ku rzece. Nie dając wytchnienia przeciwnikowi legioniści przeprawili się przez rzekę i uderzyli na uciekających Atrebatów. Stojące w środku szyku legiony XI i VIII również zepchnęły ku rzece wojowników Wiromanduów i biły się nad samym jej brzegiem. Te przesunięcia legionów z lewego skrzydła oraz centrum odsłoniły od frontu i lewego skrzydła cały nie ukończony jeszcze rzymski obóz. Ujrzawszy lukę w rzymskim szyku wódz wojowników z plemienia Nerwiów, Boduognatus rozkazał uderzyć w nią. Nie zdołały zamknąć jej dwa legiony stojące na prawym rzymskim skrzydle – XII i VII. Część wojowników starła się z legionami prawego skrzydła, a część pośpieszyła w kierunku obozu. To wywołało panikę ciurów obozowych oraz tych oddziałów jazdy rzymskiej, które ucierpiały na początku starcia i wracały w kierunku obozu. Na widok ogólnej paniki w obozie oraz wkraczających do niego Belgów idący na pomoc Rzymianom Trewerowie zawrócili, nie czekając na wynik bitwy. Tymczasem Cezar był już przy legionie XII, stanął w pierwszym szeregu z tarczą w dłoni, by dać przykład innym i opanował nadchodzący kryzys, poprawiając morale w szeregach młodych legionistów. Na rozkaz wodza legion siódmy dokonał zwrotu i zbliżył się do legionu dwunastego. Jednoczesne natarcie dwóch legionów powstrzymało napór Nerwiów. Kryzys armii rzymskiej na prawym skrzydle został zażegnany, a tymczasem legiony z tylnej straży – XIII i XIV, po zorientowaniu się w sytuacji biegiem rzuciły się z pomocą walczącym legionom. Jednocześnie Labienus dowodzący dziesiątym legionem po zajęciu obozu Belgów i zorientowaniu się w sytuacji na polu bitwy rzucił legion X do ataku z powrotem ku rzece. Wojownicy Nerwiów zostali otoczeni i zabici. Według słów Cezara „po tej bitwie plemię i nazwa Nerwiów uległy całkowitej zagładzie”.
Bitwa nad rzeką Sabis skończyła się porażką plemion belgijskich. Straty Belgów były ogromne wobec faktu, że część ich oddziałów została otoczona i wybita, gdyż wojownicy belgijscy (zwłaszcza Nerwiowie) nie poddawali się walcząc do końca. Legiony też poniosły spore straty, głównie stosunkowo młodzi żołnierze legionu dwunastego.